# نصف‌النهار ۶۳ درجه غربی
نصف‌النهار ۶۳ درجه غربی ۶۳مین نصف‌النهار غربی از گرینویچ است که از لحاظ زمانی 4ساعت و 12دقیقه با گرینویچ اختلاف زمانی دارد.
این نصف‌النهار از قطب شمال شروع و از مناطق زیر گذشته و به قطب جنوب ختم می‌شود.
- گرینلند
- اقیانوس اطلس
- آمریکای لاتین
- کانادا